# Kamehameha I
Kamehameha I, właściwie Kalani Paiʻea Wohi o Kaleikini Kealiʻikui Kamehameha o ʻIolani i Kaiwikapu kaui Ka Liholiho Kūnuiākea (ur. ok. 1758, zm. 8 maja 1819) – przywódca jednego z wielu królestw hawajskich, doprowadził do ich zjednoczenia w 1810 i został pierwszym królem Królestwa obejmującego cały archipelag. Założył dynastię panującą do 1874 roku; ostatnim władcą z dynastii był Kamehameha V).
Zakończył wojny domowe i wprowadził jednakowe prawo. Był inicjatorem handlu z Europą i USA. W uznaniu jego zasług, jeden z jego następców, Kamehameha V, ustanowił dzień króla Kamehameha I. Święto to Hawajczycy obchodzą 11 czerwca każdego roku.
Relację z ostatnich chwil życia i pogrzebu Kamehamehy I przytoczył Mark Twain w autobiograficznej powieści „Pod gołym niebem”.